# 奈夫里弗 (明尼蘇達州)
奈夫里弗（英語：Knife River）是位於美國明尼蘇達州萊克縣的一個普查規定居民點。

## 人口
根據2020年美國人口普查的數據，奈夫里弗的面積為1.79平方千米，當中陸地面積為1.73平方千米，而水域面積為0.06平方千米。當地共有人口212人，而人口密度為每平方千米118.44人。